# Agência Nacional de Telecomunicações
A Agência Nacional de Telecomunicações (Anatel), criada pela Lei Geral de Telecomunicações (Lei 9.472, de 16 de julho de 1997), é a primeira agência reguladora a ser instalada no Brasil, em 5 de novembro de 1997.
A criação da Anatel fez parte do processo de reformulação das telecomunicações brasileiras iniciado com a promulgação da Emenda Constitucional 8/1995, que eliminou a exclusividade na exploração dos serviços públicos a empresas sob controle acionário estatal, permitindo a privatização e introduzindo o regime de competição. O Estado passava da função de provedor para a de regulador dos serviços.
De acordo com o Planejamento Estratégico da Anatel para o período 2023 a 2027, sua missão para "Promover o desenvolvimento da conectividade e da digitalização do Brasil em benefício da sociedade."

### Conselho Diretor
O órgão máximo da Anatel é o Conselho Diretor. Cada um dos cinco conselheiros vota com independência, fundamentando seu voto. As decisões são tomadas em reuniões, sessões ou circuitos deliberativos (procedimento de coleta de votos sem a necessidade de reunião), por maioria absoluta, ou seja, por no mínimo três votos favoráveis.
Os conselheiros – brasileiros de reputação ilibada, formação universitária e elevado conceito no campo de sua especialidade, escolhidos pelo presidente da República e nomeados após aprovação pelo Senado Federal – têm mandato fixo, de cinco anos, e estabilidade. O presidente do Conselho exerce a função de presidente-executivo da Agência. Abaixo a atual composição do Conselho Diretor da Anatel:
| Presidente             | Conselheiro                     | Conselheiro               | Conselheiro                    | Conselheira Substituta                            |
| ---------------------- | ------------------------------- | ------------------------- | ------------------------------ | ------------------------------------------------- |
| Carlos Manuel Baigorri | Vicente Bandeira de Aquino Neto | Artur Coimbra de Oliveira | Alexandre Reis Siqueira Freire | Cristiana Camarate Silveira Martins Leão Quinalia |

#### Carlos Baigorri
Carlos Manuel Baigorri foi indicado para o Conselho Diretor da Anatel em outubro de 2019, pelo então presidente Jair Bolsonaro, para ocupar a vaga aberta devido ao fim do mandato de Aníbal Diniz. Em janeiro de 2020, como não houve sabatina pelo Senado, o então presidente Jair Bolsonaro, publicou um decreto com uma lista tríplice de substituição para o Conselho Diretor da Anatel na qual Baigorri era o primeiro, permitindo que ele assumisse como conselheiro substituto por até 180 dias. Em julho de 2020, ao término dos 180 dias, Baigorri foi substituído pelo segundo na lista tríplice, Raphael Garcia de Souza.
Em 19 de outubro de 2020 a Comissão de Serviços de Infraestrutura do Senado aprovou, por 14 votos a 1, a indicação de Baigorri. No dia seguinte, a indicação de Baigorri foi aprovada pelo plenário do Senado com 37 votos favoráveis, 5 contrários e 2 abstenções. A nomeação de Baigorri foi publicada no Diário Oficial da União em 27 de outubro de 2020, e a posse ocorreu no dia seguinte na sede do Ministério das Comunicações. O mandato de Baigorri como conselheiro vai até 4 de novembro de 2024.

#### Vicente Aquino
Em 14 de dezembro de 2018, em virtude da renúncia do conselheiro Otavio Rodrigues, o presidente Michel Temer enviou para apreciação do Senado o nome do advogado Vicente Bandeira de Aquino Neto para o cargo de conselheiro da Anatel. Já em 18 de dezembro a indicação de Vicente Aquino foi aprovada por unanimidade pela Comissão de Infraestrutura do Senado. Durante a sabatina, Vicente Aquino foi questionado sobre sua atuação como diretor jurídico de uma emissora de TV pertencente ao cantor e político Netinho de Paula. Ainda no dia 18 de dezembro o plenário do Senado também aprovou a indicação de Vicente Aquino como conselheiro da Anatel.
Em 27 de dezembro de 2018 foi publicada no Diário Oficial da União a nomeação de Vicente Aquino para o cargo de conselheiro da Anatel, com mandato até 4 de novembro de 2020, e no dia seguinte ocorreu a posse de Vicente Aquino em cerimônia na sede do Ministério da Ciência, Tecnologia, Inovações e Comunicações.

### Perfil institucional
Com sede em Brasília, a Anatel conta com representações em todas as capitais brasileiras. Por meio dos escritórios regionais e das unidades operacionais, a Agência realiza as atividades de fiscalização e mantém contato mais próximo com a sociedade nas Salas do Cidadão, espaço aberto para atendimento aos usuários.
As atividades da Anatel são divididas nas seguintes superintendências:

### Concursos públicos
Por ser parte da administração pública, na Anatel o provimento de cargos públicos em caráter efetivo depende de aprovação em concurso público de provas ou de provas e títulos.
| Nº | Datas                 | Datas                  | Organizadora | Vagas       | Vagas          |
| Nº | Abertura              | Provas                 | Organizadora | Nível Médio | Nível Superior |
| -- | --------------------- | ---------------------- | ------------ | ----------- | -------------- |
| 1  | 6 de maio de 2004     | 15 de agosto de 2004   | CESPE        | 340         | 400            |
| 2  | 11 de maio de 2006    | 16 de julho de 2006    | CESPE        | 75          | 318            |
| 3  | 4 de dezembro de 2008 | 8 de março de 2009     | CESPE        | 103         | 144            |
| 4  | 26 de junho de 2012   | 18 de novembro de 2012 | CESPE        | 42          | 4              |
| 5  | 25 de junho de 2014   | 14 de setembro de 2014 | CESPE        | 32          | 68             |
| 6  | 26 de janeiro de 2024 | 26 de maio de 2024     | Cebraspe     | 0           | 50             |

## Serviços regulados
As licitações das concessões para a Banda B de telefonia celular em 1997 renderam um total de US$ 7,613 bilhões, tendo como vencedores BCP (RM de São Paulo), TESS (interior de SP), ATL Algar (RJ e ES), Maxitel (MG; BA e SE), Global Telecom (PR e SC), Telet (RS), Americel (GO, TO, MS, MT, RO, AC e DF), NBT (AM, AP, MA, PA e RR) e BSE (AL, CE, PB, PE, PI, RN).
Em 2000, foi feita a licitação das Bandas D e E, vencida pela Oi por R$ 1,1 bilhão e TIM por R$ 2,5 bilhão. Em 2002, foi feito o leilão de sobras, tendo sido arrecadados R$ 920 milhões, vencido pela Telecom Américas, Vésper e Brasil Telecom.Em 2004, em leilão de sobras da Banda E, a Claro e a Telemig adquiram lotes em Minas Gerais por R$ 51,2 milhões e  R$ 9,7 milhões, respectivamente.
Em 2007, ocorreu leilão das Bandas D, E, L e M, no qual a Claro obteve 26 lotes, seguida por Oi (23), TIM (14), Vivo (13) e Options (1), arrecadando no total R$ 570 milhões.No mesmo ano, também ocorreu o leilão de frequências de 3G, no qual foram arrecadados R$ 5,3 bilhões, vencido por Vivo, Telemig, Claro, TIM, Oi, Brasil Telecom e Algar.
Em 2010, foram adquiridos 60 lotes da Banda H e sobras de frequências por R$ 2,7 bilhões, vencidos por Nextel, Vivo, Claro, TIM, Algar e Oi. No ano seguinte, foi realizado leilão de sobras, arrecadando R$ 230 milhões, com vencido por Claro, Tim, Oi e Sercomtel.

### Comunicação móvel (Serviço Móvel Pessoal - SMP e Serviço Móvel Especializado - SME)

#### Leilão de 4G em 2.500 MHz
Em 12 de junho de 2012, a Anatel realizou o leilão para o uso de frequências na faixa de 2.500 MHz para provimento de serviço de telefonia móvel utilizando tecnologias 4G e uso da faixa de 450 MHz para operação de internet móvel em área rural. Como não houve oferta para a faixa de 450 MHz, as vencedoras dos quatro lotes nacionais também ficaram obrigadas a investir nesse tipo de serviço.
| Principais lotes | Modo duplex | Largura de banda (MHz) | Frequências (MHz)                               | Abrangência | Vencedor | Preço mínimo (R$ milhão) | Preço vencedor (R$ milhão) |
| ---------------- | ----------- | ---------------------- | ----------------------------------------------- | ----------- | -------- | ------------------------ | -------------------------- |
| 1                | FDD         | 20 + 20                | 2.510 a 2.530 (uplink) 2.630 a 2.650 (downlink) | Nacional    | Claro    | 630,191                  | 844,519 (+34,01%)          |

#### Leilão de 4G em 700 MHz
Em 30 de setembro de 2014, a Anatel realizou o leilão para utilização de frequências na faixa de 700 MHz para provimento de serviço de telefonia móvel utilizando tecnologias 4G. Os vencedores dos lotes terão que arcar com os custos para resolver problemas de interferências com o sistema de TV digital e sistemas de redistribuição de canais de TV.
A autorização aos vencedores para uso de radiofrequências em caráter primário tem prazo de 15 anos, prorrogável uma única vez a título oneroso e por igual período.
| Lote | Frequências (10+10 MHz) | Abrangência                                                          | Vencedor        | Preço mínimo (R$ milhão) | Preço vencedor (R$ milhão) |
| ---- | ----------------------- | -------------------------------------------------------------------- | --------------- | ------------------------ | -------------------------- |
| 1    | 738 a 748; 793 a 803    | Nacional                                                             | Claro           | 1.927,965                | 1.947,244 (+1,0%)          |
| 2    | 718 a 728; 773 a 783    | Nacional                                                             | TIM Brasil      | 1.927,965                | 1.947,000 (+0,99%)         |
| 3    | 728 a 738; 783 a 793    | Nacional                                                             | Vivo            | 1.927,965                | 1.927,965 (0,00%)          |
| 4    | 708 a 718; 763 a 773    | Nacional exceto áreas dos lotes 5 e 6                                | Sem interessado | 1.893,122                | —                          |
| 5    | 708 a 718; 763 a 773    | 87 municípios de Goiás, Minas Gerais, Mato Grosso do Sul e São Paulo | Algar Telecom   | 29,561                   | 29,568 (+0,02%)            |
| 6    | 708 a 718; 763 a 773    | Londrina e Tamarana                                                  | Sem interessado | 5,282                    | —                          |

Em 2015, em leilão de sobras, foram arrecadados R$ 852,6 milhões, tendo como vencedores Nextel, Vivo, Claro, TIM, TPA, Ligue, Sercomtel e Clivo.

#### Leilão de 5G
Em fevereiro de 2019, o presidente da Anatel Leonardo de Morais, durante participação na conferência Mobile World Congress, anunciou que a agência pretende realizar o leilão de frequências para a quinta geração de telecomunicação móvel (5G) em março de 2020. Segundo ele, nesse leilão devem ser ofertados 200 MHz na faixa de 3,5 GHz, 100 MHz na faixa de 2,3 GHz, e 10 MHz de sobras na faixa de 700 MHz.
No início de fevereiro de 2020 o Ministério da Ciência, Tecnologia, Inovações e Comunicações publicou a Portaria nº 418, que estabeleceu diretrizes para a licitação de faixas de frequências em 700 MHz, 2,3 GHz, 3,5 GHz e 26 GHz, e também apresentou critérios para a proteção de usuários de TV aberta por meio de antenas parabólicas na Banda C satelital.
Ainda em fevereiro de 2020 a Anatel colocou em consulta pública, por 45 dias, uma proposta de edital de licitação das faixas de frequência em 700 MHz, 2,3 GHz, 3,5 GHz e 26 GHz que serão utilizadas para o serviço 5G. E em março de 2020 a Anatel realizou uma audiência pública em Brasília para colher opiniões das empresas e da sociedade sobre a proposta de edital do 5G.
Em 27 de março de 2020, o Gabinete de Segurança Institucional (GSI) publicou a Instrução Normativa nº 4, com requisitos mínimos de segurança cibernética para as redes móveis 5G. Entre os requisitos estão a auditabilidade dos equipamentos e softwares utilizados, uso da arquitetura Security Edge Protection Proxy, do conceito Network Functions Virtualization (NFV), e dos padrões SEC009 e SEC002x, definidos pelo European Telecommunications Standards Institute (ETSI). E no mesmo dia 27, a Anatel prorrogou por mais 15 dias a consulta pública com a proposta de edital de licitação das faixas de frequência.

### Outros serviços
- Comunicação multimídia
- Radiodifusão
- TV por assinatura
- Radioamador
- Radiofrequência
- Satélite

## Atuação
A Anatel realiza um planejamento bianual de sua atuação regulatória em um instrumento chamado Agenda Regulatória, usada para dar maior publicidade, previsibilidade, transparência e eficiência para o processo regulatório. A partir da Agenda Regulatória para o biênio 2023-2024 houve a introdução da priorização dos itens constantes no documento.

## Críticas

### Regulamentação
Em 2000, a Anatel iniciou extensa revisão da regulamentação da telefonia móvel que, até então, era composta na maior parte de normativas do Ministério das Comunicações. A medida possibilitou a entrada posterior de novas empresas concorrentes neste mercado, o que favoreceu a uma rápida expansão do acesso às telecomunicações pela população brasileira. Em que pese o indiscutível avanço (no final de 2010, espera-se cerca de 190 milhões de celulares no país), ainda sobram críticas quanto ao alto preço pagos pelos consumidores. Parte do problema é comumente atribuído à alta carga tributária do setor de telecomunicações no Brasil, considerada uma das mais altas do mundo.
Um relatório produzido pelo Ouvidor da Anatel diz, em 2008, que "a Anatel entrou em uma crise existencial", pois ela falha em defender os usuários, como por exemplo, a falta de concorrência e competitividade, sendo que o usuário não tem uma opção de escolha de operadora na assinatura da telefonia fixa, também a falta de planos para a telefonia rural, o alto preço da internet banda larga (o que dificulta o acesso do brasileiro a internet) e os altos reajustes na assinatura básica. O relatório também comentou o fracasso do Aice (telefone fixo pré-pago e com assinatura básica mais baixa), por causa das operadoras, temendo uma alta migração, estabeleceu com o consenso da Anatel, tarifas caras e inibidoras para o plano, o que gerou várias barreiras para o seu funcionamento. O relatório sugere também a criação de uma empresa nacional de telecomunicações e a "reestruturação" da Anatel. O relatório foi entregue ao presidente do Brasil dia 11 de janeiro de 2008.

### Aice
Em 2010, a Anatel propôs, por meio de consulta pública à sociedade, uma revisão do referido Acesso Individual Classe Especial (Aice), desta vez amparado no Cadastro Único para Programas Sociais do Governo Federal, criado em 2007, que identifica as famílias de baixa renda (cerca de 13 milhões de famílias em 2010). A partir da delimitação objetiva desta população, a Anatel espera reduzir a tarifa do Aice, sem ocasionar risco ao investimento privado e ao próprio Estado.
A reestruturação administrativa da Anatel, que promete conferir mais agilidade ao órgão mediante sua reorganização interna, ainda encontra-se pendente.

### PADOs
Em 19 de Setembro de 2011, o juiz federal Francisco Donizete Gomes, titular da 2ª Vara Federal da Justiça do Rio Grande do Sul, deu parecer parcialmente favorável a uma ação civil pública movida pela Andicom (Associação Nacional de Defesa e Informação do Consumidor) que requeria acesso amplo e irrestrito aos Procedimentos de Apuração de Descumprimento de Obrigação (PADOs).

### Internet banda larga limitada
Em 2016, a Agência iniciou discussões no Brasil após a Vivo impor planos de banda larga fixa com limite de uso de dados de até 130GB para os assinantes. Esta decisão da Anatel fez Claudio Lamachia, da Ordem dos Advogados do Brasil (OAB) questionar se a Anatel defende as empresas ou os consumidores.
Christian Gebara, o Chief Revenue Officer da Telefônica Vivo disse em 2016 que "essa é uma tendência mundial. Grandes operadoras no mundo, inclusive do Grupo Telefônica, já estão acabando com o tráfego ilimitado e adotando franquias. A ideia é que o consumo seja como uma conta de luz, onde o cliente pagará apenas o que precisar."
Devido a falta de consulta pública, a Anatel determinou temporariamente que as empresas não colocassem limites de consumo de internet para banda larga fixa, exceto as empresas pequenas, as que detém até 5% do mercado (em média de 1,5 milhão de assinantes). Porém as grandes empresas ainda limitam o uso de dados, com exceção dos clientes antigos, desde que estes não solicitem aumento de velocidade em suas redes. As discussões sobre internet fixa franquiada vem sendo adiada desde então pela Anatel.